# Río Múrtigas
El río Múrtigas, también conocido como río Múrtiga y rivera del Múrtiga (en portugués: ribeira de Murtega), es un río del suroeste de la península ibérica perteneciente a la cuenca hidrográfica del Guadiana, que transcurre por la provincia de Huelva (España) y el Baixo Alentejo (Portugal). Tiene 80,88 km de longitud

## Curso
Nace en la fuente de los Doce Caños, en el centro urbano de Fuenteheridos (Huelva), en la sierra de Aracena, dentro del parque natural de Sierra de Aracena y Picos de Aroche. Desemboca en Portugal, tributando al río Ardila y es subafluente del río Guadiana. Sus principales afluentes son los ríos Sillo y Caliente. Además, recibe aporte de aguas subterráneas, aportando al Ardila un total de 146,08 hectómetros cúbicos anuales de caudal medio.
Pasa por los municipios onubenses de Fuenteheridos, Galaroza, Jabugo (límite del término municipal), La Nava, Cumbres Mayores (extremo suroeste), Cumbres de San Bartolomé, y Encinasola;  y por el municipio portugués de Barrancos.
Su clima es mediterráneo-continental, por lo que el caudal presenta fuertes oscilaciones interanuales, con mínimos estivales y máximos invernales.
Dispone de dos estaciones de control de aforo:
| Código | UTM X     | UTM Y      | Nombre              |
| ------ | --------- | ---------- | ------------------- |
| 04156  | 171084,00 | 4208100,00 | Múrtigas - LA NAVA  |
| 04919  | 171078,00 | 4212047,00 | Múrtigas - MURTIGAS |